# Eugène Tisserant
Eugène-Gabriel-Gervais-Laurent kardinál Tisserant (24. března 1884, Nancy – 21. února 1972, Albano Laziale) byl francouzský římskokatolický kněz, biskup, a kardinál. Byl dlouholetým členem Římské kurie, odborníkem na východní patristiku a Starý zákon a profesorem na Athenaeu.
V roce 2021 byl jmenován spravedlivým mezi národy.

## Život
Na kněze byl vysvěcen 4. srpna 1907 Charles-Françoisem Turinazem, biskupem z Nancy. Kardinálem byl kreován Piem XI. 15. června 1936. O rok později, 25. července 1937 byl vysvěcen na biskupa kardinálem Pacellim, pozdějším papežem Piem XII. V letech 1936–1959 stál v čele Kongregace pro východní církve.
Kardinál Tisserant mluvil plynně třinácti jazyky: amharsky, arabsky, akkadsky, anglicky, francouzsky (mateřský jazyk), německy, řecky, hebrejsky, italsky, latinsky, persky, rusky a syrsky.
Jeho pohřeb vedl papež Pavel VI.